# Zinga novembris
Zinga novembris är en insektsart som beskrevs av Irena Dworakowska 1972. Zinga novembris ingår i släktet Zinga och familjen dvärgstritar.
Artens utbredningsområde är Papua Nya Guinea. Inga underarter finns listade i Catalogue of Life.